# Мастер и Маргарита (рок-опера)
«Мастер и Маргарита» — по авторскому определению, «опера в двух действиях и четырёх картинах» Александра Градского 2009 года по одноимённому роману Михаила Булгакова. На сцене поставлена не была, существует в виде единственной аудиозаписи 2009 года, выполненной со звёздным составом. В либретто к произведению были использованы авторский текст Михаила Булгакова, а также стихи Александра Градского и Павла Грушко.

## История создания

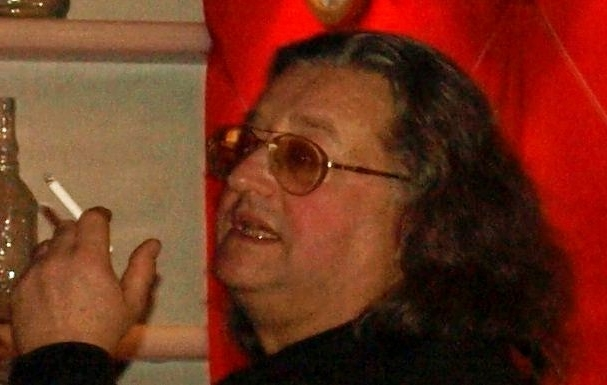
А. Градский в 2008 году

Либретто Павла Грушко, по рассказу Градского, пролежало у него 8 лет без дела. Только в 1985 году, «в период, когда у меня не было музыкальных идей», композитор достал либретто. В 2001 году сообщалось: «в отношении давно ожидаемой оперы по роману Михаила Булгакова „Мастер и Маргарита“, замысел которой возник ещё 25 лет назад, Александр Градский сообщил, что красивой музыки написано уже немало, но когда проект будет закончен, сказать он не может — и с грустной иронией добавил, что проекты он делает быстро и в срок, если они заказаны за деньги; в этом же случае он сам является заказчиком и сам финансирует проект».
В одном из интервью Градский рассказывает о своей многолетней работе: «Были опасения в техническом исполнении того, что я задумал. Но появилась возможность на компьютере делать отзвуки, когда эхо предыдущего номера накладывается на начало следующего. И добиваться качественного звучания. Павел Грушко разрешил мне распоряжаться для написания либретто своей пьесой „Было или не было“ по „Мастеру и Маргарите“. От его подарка я завёлся, начал дописывать стихи, придумывать куски, отрывки, целые сцены, показывал их своим друзьям. Смотрел — какая реакция. И увидел, что улыбаются там, где я хотел, чтобы было смешно. Сидят грустные там, где у меня печальные образы. И в какой-то момент, в 2001 году, решил, что бросаю всё и начинаю „лепить“ готовые куски. И семь лет записывал три часа оперы».
К аудиозаписи на четырёх пластинках Градский приступил, не имея на тот момент готовой партитуры, завершая сочинение параллельно со студийной работой. В итоге почти 30-летняя история создания рок-оперы была завершена к 2009 году. Наследник авторских прав Михаила Булгакова — Сергей Шиловский — дал проекту своё согласие.

## Содержание

### Либретто
В либретто оперы использованы литературный текст романа Михаила Булгакова «Мастер и Маргарита», фрагменты пьесы в стихах Павла Грушко «Было или не было» и стихи Александра Градского.

### Музыка
Как рассказывает композитор: «Я бы назвал это „синтетической“ оперой, где все законы жанра оперы соблюдены. Но это ещё более разнообразное произведение, чем опера „Стадион“. В „Мастере и Маргарите“ мною допущено в музыкальном плане такое хамство по отношению к содержанию, которое ещё никто себе не позволял. Там и цыганская музыка, и частушки, и цитаты из оперной классики от Верди до Чайковского, и музыка советских композиторов сороковых—шестидесятых годов. Помимо этого там порядка сорока собственных музыкальных тем. Я знаю, что немало получу от своих недоброжелателей. Но мне показалось, что сам роман удивительно эклектичен, что было бы глупо делать музыку одного жанрового содержания. Получилось довольно странное произведение. Недоброжелателям будет к чему придраться».

Там очень много цитат. В основном, музыкальных цитат. Они идут, ну, в виде прикола, что ли, назовём это так. В основном, это такая самоиздёвка— А. Градский
Градский напоминает, что в романе Булгакова перечислено множество музыкальных произведений, звучавших во время событий. У писателя был «указан, я бы так сказал, звукомир того времени. И всё, что у него указано, я старался это всё, ну, и сам, конечно, допридумать». Композитор в аранжировке дополнял ассоциативный ряд. «Это сделано для тех, у кого есть ассоциативное мышление и кто умеет сопоставлять несопоставимое и кайфовать от того, как это вот так соединено и как это весело».
В опере звучат цитаты и интонации из произведений Модеста Мусоргского, Петра Чайковского, Сергея Прокофьева, Арама Хачатуряна, Дмитрия и Даниила Покрассов, Василия Лебедева-Кумача, Анатолия Лепина, Василия Соловьёва-Седого, Владимира Дашкевича, Андрея Макаревича, Джоаккино Россини, Георга Фридриха Генделя, Людвига ван Бетховена, Джузеппе Верди, Иоганна Штрауса, Жака Оффенбаха, Имре Кальмана, Макса Стайнера и других композиторов.

## Аудиозапись (2009)
23 октября 2009 года состоялась презентация оперы в недостроенном здании Театра Александра Градского в полусекретном режиме.
В октябре того же года Градский приостановил распространение своей оперы, поскольку не был решён вопрос с авторскими правами на роман. Вскоре эта проблема была разрешена.
В опере фигурируют 56 персонажей, а сам создатель поет сразу четыре партии: «Только потому что я не смог найти исполнителей на роли Мастера, Воланда, Иешуа и кота Бегемота». Все 56 человек, принявших участие в записи, работали бесплатно. «Это просто была дружеская услуга, напоминающая времена давно ушедших дней», говорит автор.
Партия старичка в Торгсине составлена из фрагментов фонограмм с голосом Георгия Милляра.

### Певцы
| - Мастер, Иешуа Га-Ноцри, Воланд, Кот Бегемот — Александр Градский - Маргарита — Елена Минина - Иван Бездомный, Левий Матвей — Михаил Серышев - Фагот-Коровьев — Николай Фоменко - Азазелло — Алексей Хабаров - Гелла — Лолита Милявская - Понтий Пилат, римский прокуратор — Андрей Лефлер - Каифа, первосвященник — Иосиф Кобзон - Афраний — Владимир Маторин - Секретарь Пилата — Максим Кучеренко - Кентурион Крысобой — Алексей Петренко - Михаил Александрович Берлиоз — Михаил Котляров - Наташа, прислуга Маргариты — Оксана Беленькая - Николай Иванович («боров») — Владимир Качан - Супруга Николая Ивановича — Любовь Казарновская - Буфетчик Соков — Андрей Макаревич - Алоизий Могарыч — Алексей Конкин - Сосед Алоизия, он же Контролёр — Александр Кутиков - Никанор Иванович Босой — Валерий Золотухин - Аннушка — Юлия Рутберг - Доктор Стравинский — Александр Розенбаум - Медсестра — Татьяна Анциферова - Жорж Бенгальский, конферансье — Фёдор Чеханков - Римский — Дмитрий Рябцев - Редактор — Аркадий Арканов - Непременова — Оксана Кочубей - Ариман — Владимир Зельдин - Мстислав Лаврович — Максим Леонидов | - Латунский — Алексей Кортнев - Лапшенникова — Елена Камбурова - Аркадий Аполлонович Семплеяров — Олег Табаков - Жена Семплеярова — Людмила Касаткина - «Родственница» Семплеярова — Лариса Голубкина - Шофёр — Григорий Лепс - Домработница драматурга Кванта — Мария Градская - Домработница Латунская — Нина Резник - Фрида — Дарья Молчанова - Тофана — Марина Коташенко - Малюта — Александр Раппапорт - Жак, алхимик — Александр Лебедев - Малыш — Миша Ильин-Адаев - Мужчина в Варьете — Сосо Павлиашвили - Продавщица в киоске — Наталья Усатюк - Арчибальд Арчибальдович — Игорь Радов - Следователь — Тарас Калиниченко - Начальник угрозыска — Александр Буйнов - Участковый — Всеволод Шиловский - Опер — Константин Воробьев - Дежурный в милиции — Игорь Рахманин - Дежурная в «Грибоедове» — Марина Лях - Вахтёр в «Грибоедове» — Леонид Ярмольник - Дежурный в «Торгсине» — Евгений Маргулис - Продавец в «Торгсине» — Евгений Болдин - Продавщица в «Торгсине» — Амалия Мордвинова - Покупатель в «Торгсине» — Геннадий Хазанов - Старичок в «Торгсине» — Георгий Милляр - Палосич — Виктор Глазков |

- Солдаты, всадники, посетители Варьете, «Грибоедова», «Торгсина», бала Сатаны, обезьянки, толпа и дети на площади в Ершалаиме, нянечки и сиделки в сумасшедшем доме, участники похоронной процессии — Хор Краснознамённого академического ансамбля песни и пляски Российской Армии имени А. В. Александрова, Детский хор «Мандрагора» (г. Клин).

### В записи принимали участие
- Александр Градский — гитара, фортепиано, ударные, компьютерная верстка, аранжировки, оркестровки
- Дмитрий Рябцев — фортепиано, компьютерная верстка, аранжировки, оркестровка
- Виктор Глазков — компьютерная вёрстка
- Юрий Иванов — гармоника
- Владимир Васильков — ударные
- Андрей Гончаров — трубы
- Эркин Юсупов — тромбоны
- Игорь Бутман — саксофоны и соло партии
- Дживан Гаспарян — соло на дудуке
- Константин Казначеев — соло на скрипке
- Михаил Оленченко — соло на гитаре
- Симфонический оркестр — дирижёр Владимир Симкин
- Звукорежиссёры: Виктор Глазков, Владимир Овчинников, Александр Градский

### Распространение
Либретто и диски оперы было выпущено в роскошном оформлении в виде старинной книги. Градский говорит: «Это очень дорогое издание и оно дорого стоило по созданию, страшно дорого. Ну, тут я вообще, конечно, не знаю, дурака сделал. Но я не мог, чтобы это было плохо и некрасиво издано. И Макаревич нарисовал рисунки изумительные». Обложка украшена металлическим логотипом «W» со стразами.
Журнал «Коммерсант Weekend» отозвался о записи следующим образом: «Разыскать её не так-то просто. <…> Четырёхдисковое издание оперы не найти ни в обычной рознице, ни в легальных интернет-магазинах. На неофициальном сайте господина Градского давно висит объявление: „По вопросам приобретения обращаться в МТКМО п/р А. Градского. Опера в магазинах продаваться не будет!“ Именно так, с восклицательным знаком. Ценит себя автор по высшему разряду. Чтобы приобрести диски, нужно ехать в офис к певцу, имея в кармане что-то около эквивалента $200. <…> Ещё, говорят, автор отдал несколько экземпляров на реализацию каким-то друзьям-поклонникам. Наверное, есть ещё варианты. В любом случае поиск произведения, которым Александр Градский интриговал страну десятилетиями, превращается в квест».

## Возможность постановки
По словам Градского: «Это невозможно. Никто на это не рискнёт дать денег. Это надо меня знать. Запись — это моё собственное дело. И это большие примерно деньги, даже для меня, но это не такие деньги, которые нужны на спектакль. А зная меня, я просто дерьмо не разрешу ставить. И также дерьму не разрешу снимать. Поэтому это очень много денег сегодня. И более того, я не очень уверен, что это вернётся, в смысле материальном. Поэтому если вдруг кому-то в голову взбредёт снять кино или поставить это в театре, ну, скажем, площадка там будет и всё. Но, понимаешь, там столько актёров, и каждый из них — совершенно изумительный характер и голос. Ну, если Алексей Васильевич Петренко говорит 2—3 фразы, ну что ж? Получается, если без него ставить спектакль, это будет какой-то исполнитель, это уже будет совершенно не то». Градский предполагает, что возможно было бы сделать кинофильм, и в шутку называет имя предполагаемого режиссёра, который бы справился — Алан Паркер.
Тем не менее, отрывок из оперы прозвучал в десятом сезоне шоу «Голос» в исполнении участников команды Александра Градского.

## Оценка
Какой-либо критический разбор данного творения не имеет смысла по той простой причине, что абсолютному большинству потенциальных слушателей опера не доступна. Молодому поколению — потому что оно не знает, кто такой Градский. Старшее знает, и радо бы послушать, но автор сделал всё, чтобы доступ к плодам 30-летних творческих терзаний к делу, можно сказать, всей жизни ограничить до минимума. Остаётся только порадоваться, что одним человеком, исполнившим свою мечту, на планете стало больше— Барабанов Б. Мечта скрывается: Опера «Мастер и Маргарита» Александра Градского // Коммерсант Weekend: журнал. — 2010. — 2 апреля. — № 12. — С. 30.
- «Эхо Москвы»: «Сарафанное радио работает, поскольку после этого прослушивания везде, куда я ни приду, там, на премьеру в театр или ещё куда-нибудь, на радио или в редакцию другой какой-нибудь газеты, „Вы слышали? Градский написал шедевр“. Именно так. У нас программа „Дифирамб“, поэтому я могу сказать „Именно так“»[6].

Музыка:
- «Коммерсант»: «…народному артисту и классику денег на постановку никто не дал. Возьмём на себя смелость предположить, что характер автора оперы тому не последняя причина. <…> Так и оперу свою, оттолкнувшуюся когда-то от стихотворной пьесы видного либреттиста Павла Грушко, Александр Градский в итоге выпустил в том виде, в котором она устроила в первую и единственную очередь его самого. <…> Фонограмма вылизана до блеска. На ней лежит печать столь патологически ценимого господином Градским профессионализма, равно как и несмываемое советское клеймо. Избавиться от ощущения, что всё это придумано и аранжировано в другую эпоху, невозможно. Здесь есть стихи, с кавээновской фигой в кармане положенные на известные песенные мотивы, есть фрагменты популярной классики, а также очень условно оформленные мелодически куски оригинального текста романа и баллады, в которых безошибочно узнаётся классический Градский. Последние, кажется, отлично работали бы как отдельные концертные номера, не требующие никакого особенного либретто»[2].
- «Новости шоу-бизнеса»: «Материал оказался мощным, но крайне неоднородным. Собственные мелодические и интонационные находки Александра Градского теряются под напором обильного цитирования чужих мелодий. Не будет преувеличением сказать, что авторской музыки в этой опере куда меньше, чем цитат и обыгрываний хорошо знакомой неавторской музыки. <…> Цитат так много, что прослушивание немедленно превращается в ребус: а откуда Градский взял эту мелодию, а откуда следующую? Пожалуй, такие ребусы не делают честь работе с 30-летним стажем. Когда же Градский находит в себе силы сочинить собственную музыку, складываются настоящие удачи. Несколько зонгов, включённых в оперу как лирические монологи Мастера, наверняка войдут в золотой фонд песен Градского. Они готовы к концертному исполнению. Песня „Позвонит всем Азазелло“ — невероятная удача мастера. <…> Об аранжировках „Мастера и Маргариты“ следует сказать особо. Увы, изобретательность и изысканность — совсем не конёк автора. Большую часть инструментальной фонограммы составляет довольно непритязательный шансонный двухдольный бит, на который время от времени накладываются и оркестр, и Бутман, и всё остальное. Даже пронзительный дудук Дживана Гаспаряна умудрился нанизаться всё на тот же беспощадный ресторанный притоп-прихлоп. От работы продолжительностью в 30 лет ожидалось, конечно, куда большей музыкальности»[8].

Либретто:
- «Новости шоу-бизнеса»: «Александр Градский поставил перед собой цель максимально приблизить певческий текст к булгаковской прозе. Задача наисложнейшая. Потому однозначного успеха в ней быть и не могло. В ироническом пылу встречаются такие строки, например у Ивана Бездомного: „За игемона Понтия на умственном ремонте я“. Обилие жаргонизмов, которыми Булгаков пичкал текст ради красочности быта героев, в пропетом виде слушаются коряво. Градский сознательно отказался от поэтизации в пользу комикования, фарса в духе раннего Шостаковича»[8].

Исполнители в аудиозаписи:
- «Новости шоу-бизнеса»: «Особую сложность представляет прослушивание оперы без либретто перед глазами. Вокал Градского силён и красив, но его настолько много, что без либретто совершенно не понять, от лица кого же сейчас поёт маэстро — Мастера, Воланда, Иешуа? Тем более, что вслед за текстом Булгакова, в либретто постоянно меняются места действия и главные герои. Когда их поёт один Градский, пусть даже безупречно с точки зрения интонирования, — прослушивание искусственным образом превращается в чтение либретто, чтобы понять, где и с кем происходит действие. Более того, невозможно обойтись без чтения ремарок — в аудиозаписи нет никаких намеков на важные события: Маргарита взлетела, Маргарита превратилась, все стреляют и все промахиваются, Бегемот сжирает несколько сельдей… <…> В целом опера „Мастер и Маргарита“ представляется артефактом, живущим сам по себе. Из-за обилия второстепенных героев, говорящих пару фраз и исчезающих навсегда, в таком виде её невозможно поставить на театре. Даже на презентацию записи не смогло прийти и половины звёздных участников записи»[8].